# Brachytrupes calaharicus
Brachytrupes calaharicus är en insektsart som först beskrevs av Heinrich Hugo Karny 1910.  Brachytrupes calaharicus ingår i släktet Brachytrupes och familjen syrsor. Inga underarter finns listade i Catalogue of Life.